# Islam and Dhimmitude: Where Civilizations Collide
Islam and Dhimmitude: Where Civilizations Collide (ISBN 0-8386-3943-7) er en bog fra 2001 af den britisk / egyptisk forfatterinde, historiker og forsker Bat Ye'or.
Bogen er udgivet på Fairleigh Dickinson University Press. Den er skrevet på engelsk og oversat til fransk.

## Citat
"Jihadideologien blev formuleret af muslimske teologer fra den ottende århundrede og fre. Ideologien inddeler mennesker i to fjendtlige grupper – samfundet af muslimer, og ikke-muslimer. Ifølge denne ideologi kommanderer Allah muslimer til at erobre hele verden, for at underlægge den love baseret på koranen. Derved må de føre evig krig imod ikke-muslimerne som nægter at underkaste sig. Princippet er baseret på uligheden mellem samfundet under Allah og på ikke-muslimerne. Den første er en overlegen gruppe, hvis mission det er at underlægge verden. Den anden gruppe må underlægge sig".

## Indhold
Med denne bog optegner Bat Ye’or ikke-muslimers historie under islamisk overherredømme og deres status som underkastet andenklasses dhimmifolk. Hun gør brug af en omfattende mængde primære kilder og første hånds vidneudsagn. Bat Ye’or gengiver en detaljeret beskrivelse af begrebet jihad, sammen med dets afledte konsekvenser i form af politiske, økonomiske, sociale og religiøse begrænsninger og diskrimination pålagt de underlagte ikke-muslimer under islamiske overherredømme.
Bat Ye’or undersøger og beskriver de systematiske forfølgelser og ødelæggelse af utallige ikke-muslimske samfund og den medfølgende deportation af ikke-muslimske befolkninger fra Mellemøsten – en proces som forfatteren Bat Ye’or selv mærkede på egen krop, og som stadig er pågående.
Bogen undersøger også den politik der bliver ført af muslimske lande mod ikke-muslimer, og i dette intentionerne om at befæste deres status som underlagte ydmygede dhimmier, både internt mod egne ikke-muslimske mindretal, og eksternt mod andre ikke-muslimske nationer.
Bat Ye’or opstiler fire afgørende punkter:
1) De primære historiske optegnelser, om jøder og kristnes skæbne under islams åg, benægter enhver form for myte om muslimsk tolerance. Ikke-muslimerne blev underlagt en kampagne af kulturel og magtmæssig undertvingelse med drakoniske straffe for ethvert forsøg på selvhævdelse eller selvbestemmelse. Dette resulterede i deres kollaps som majoritetsbefolkning til en minoritet og en langsomme udryddelse over hele Mellemøsten. Bat Ye’or mener ikke denne praksis kan forstås som et historisk afvigelse, men derimod som det uafvendelige og forventede resultat af fundamentale islamiske doktriner omhandlende overherredømme over ikke-muslimer. Doktriner der tilsiger at islam ikke tolerere lighed mellem muslimer og ikke-muslimer.
2) Mange mellemøstlige kristnes underkastelse og accept af dhimmitude, ledte i sidste instans ikke til en håbet form for kristen – muslimske gensidig respekt og sameksistens, men til udryddelsen af de kristne samfund; som demonstreret ved de forsvindende kristne og andre minoritetssamfund fra hele Mellemøsten.
3) Moderne europæere og Vesten generelt, lader i stigende grad basale friheder glide af hænde i mødet med en voksende muslimsk immigrationsbefolkning, der afkræver dhimmi-agtig opførelse fra ikke-muslimske befolkninger – i lighed med undertvingelsen af dhimmi-minoriteter i Mellemøsten. Der gives som eksempel brugen af islamisk sharia-lovgivning ved familie- og skilsmisseret i Tyskland, den stiltiende accept af polygami i Spanien. Bat Ye’or har i anden sammenhæng peget på krisen omkring Muhammed tegningerne på endnu et eksempel.
4) Studiet af dhimmitude i de jødiske og kristne minoritetssamfund i Mellemøsten er af allerstørste vigtighed for fremtiden for ikke-muslimer i Europa og resten af verdenen, som en indikation på hvorledes fremtiden kunne forme sig og hvordan frie samfund bliver ødelagt.